# Xã Missouri, Quận Boone, Missouri
Xã Missouri (tiếng Anh: Missouri Township) là một xã thuộc quận Boone, tiểu bang Missouri, Hoa Kỳ. Năm 2010, dân số của xã này là 58.199 người.